# William Adolphe Lambrecht
William Adolphe Lambrecht, né le 16 mars 1876 à Paris 14e et mort après 1938 à une date inconnue, est un peintre, graveur et illustrateur français.

## Biographie
Né Adolphe Lambrecht de Mathias Jean Joseph Lambrecht, mécanicien, et de Thérèse Kleinrichard.
Il livre des illustrations en 1899 à La Veillée, revue illustrée d'art et de traditions françaises dirigée par Hugues Lapaire et Pierre Lelong, puis à partir de 1904 aux périodiques Journal des romans populaires illustrés et Mon Bonheur, publiés par Jules Tallandier.
Dans le même temps, il travaille pour les éditions de Charles Carrington (sans doute dès 1901), lui fournissant des dessins érotiques pour ses ouvrages. Son travail d'illustrateur d'ouvrages s'exerce aussi pour d'autres éditeurs moins discrets, comme Flammarion, et plus tard, pour des éditeurs d'ouvrages destinés à la jeunesse.
Mobilisé durant la Première Guerre mondiale, il expose en 1915 ses aquarelles représentant la vie des tranchées au Salon des soldats aux armées, puis l'année suivante, en décembre-janvier, au Museum of French Art, à New York, sous la tutelle de l'Institut français,.
Dans les années 1900, il prend l'habitude de voyager au Maroc, en Algérie et en Tunisie, rapportant de nombreux tableaux et des aquarelles. En 1921, il remporte le premier prix du Maroc dans le cadre du Salon colonial des artistes français.
Il entreprend une production d'eaux-fortes en couleurs entre autres pour le compte de la société de L'Estampe moderne dirigée par Octave Bernard, en lien avec la galerie Georges Petit, où il expose en avril 1923 et l'année suivante, entre autres aux côtés de Henri Le Riche et René Ligeron (1880-1946).
Les dernières expositions de Lambrecht ont lieu entre 1935 et 1937 au Salon des indépendants,.
Lambrecht a été marié deux fois : une première le 30 janvier 1920 à Paris 7e avec Raymonde Jeanne Alice Saint-Solieux, et en secondes noces le 7 juillet 1932 à Paris 7e avec Fernande Laure Cazeneuve.

## Ouvrages illustrés

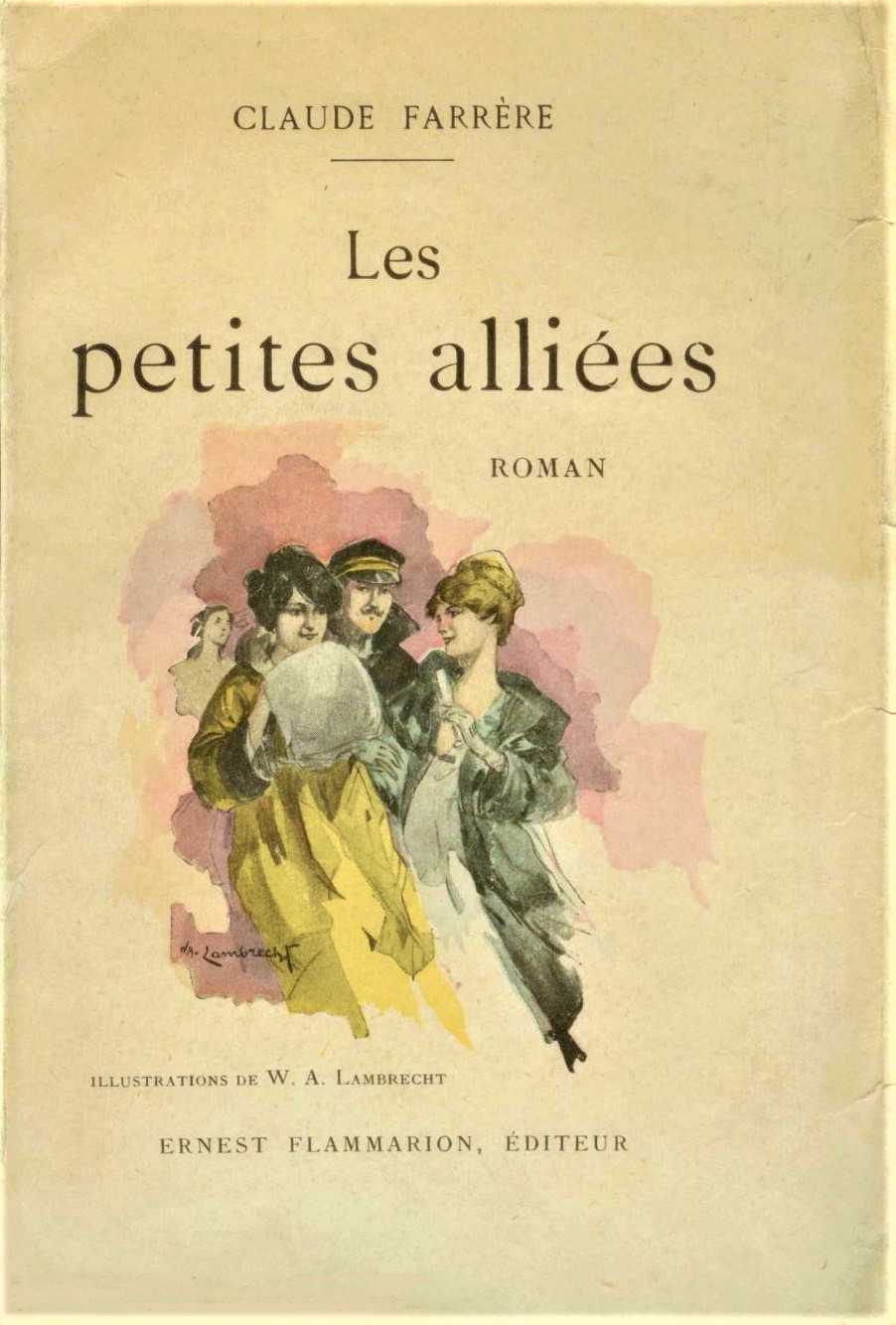
Couverture de Les petites alliées (1920).

- (en) Barbey d'Aurevilly, Weird Women, frontispice, dessins avec Émile Mas et René Lelong [gravures ?], Charles Carrington: Lutetian Bibliophile Society's, [1900][12].
- Marguerite Anson, Une société de flagellantes : réminiscences et révélations d'une soubrette de grande maison, adapté par Jean de Villiot [pseud.], C. Carrington, 1901.
- Les Mystères de la Maison de la Verveine, adapt. de Jean de Villiot [pseud.], C. Carrington, 1901.
- En Virginie, épisode de la guerre de Secession, précédé de Étude sur l'esclavage et les punitions corporelles, C. Carrington, 1901.
- Brantôme, Les vies des Dames Galantes, C. Carrington, 1901.
- Pierre Giffard, Microbe le petit Breton, Félix Juven, 1906.
- Octave Feuillet, Le Roman d'un jeune homme pauvre, Calmann-Lévy, 1908.
- François Coppée, Vingt contes nouveaux, Nouvelle collection illustrée, Calmann-Lévy, 1913.
- Paul Bourget, Le Fantôme, Nouvelle collection illustrée no 13, Flammarion, 1918.
- Paul Bourget, Monsieur Legrimaudet, Nouvelle collection illustrée no 41, Flammarion, 1919.
- Claude Farrère, Les petites alliées, Flammarion, 1920.
- François Coppée, Contes en prose, Nouvelle collection illustrée no 92, Calmann-Lévy, 1920.
- Claude Farrère, Mademoiselle Dax, jeune fille, Flammarion, 1920.
- Pierre Giffard, Microbe champion des sports, Boivin, [1920].
- Octave de Traynel, La Boussole merveilleuse, Boivin, 1923.
- Paul et Victor Margueritte, Vanité, Nouvelle collection illustrée, Flammarion, [1925].
- Gaston Arman de Caillavet et Robert de Flers, L'Éventail ; Le Cœur a ses raisons..., coll. Modern-Theatre no 58, illustré avec Charles Lapierre, A. Fayard, [1926].
- Léon Daudet, La Flamme et l'Ombre, coll. « Modern-Bibliothèque », A. Fayard, [1926].